# Pam Eyking
Pam Eyking est une agricultrice, entrepreneure et femme politique néo-écossaise (canadienne).
Elle représente la circonscription de Victoria-The Lakes à l'Assemblée législative de la Nouvelle-Écosse de 2013 à 2017 sous la bannière du Parti libéral de la Nouvelle-Écosse.
Elle est l'épouse du député fédéral de Sydney—Victoria Mark Eyking.